# Eta2 Hydri
Eta² Hydri (η² Hyi) – gwiazda w gwiazdozbiorze Węża Wodnego, należąca do typu widmowego G. Znajduje się około 219 lat świetlnych od Słońca. Wokół gwiazdy krąży planeta pozasłoneczna.

## Układ planetarny
Wokół tego żółtego olbrzyma lub podolbrzyma krąży planeta, gazowy olbrzym o masie ponad sześć razy większej niż masa Jowisza, odkryta w 2005 roku.